# Esgrima als Jocs Olímpics d'Estiu del 2000
Als Jocs Olímpics d'Estiu del 2000 celebrats a la ciutat de Sydney (Austràlia) es disputaren 10 proves d'esgrima, sis d'elles en categoria masculina i quatre en categoria femenina.
Participaren 217 esgrimistes, 134 homes i 83 dones, de 40 comitès nacionals diferents.

## Resum de medalles

### Categoria masculina
| Prova                     | Or                                                                                 | Argent                                                                     | Bronze                                                                   |
| Floret individual Detalls | Kim Young-Ho                                                                       | Ralf Bissdorf                                                              | Dmitri Chevtchenko                                                       |
| Floret per equips Detalls | França Jean-Noel Ferrari · Brice Guyart · Patrice Lhotellier · Lionel Plumenail    | R.P. de la XinaDong Zhaozhi · Wang Haibin · Ye Chong · Zhang Jie           | ItàliaDaniele Crosta · Gabriele Magni · Salvatore Sanzo · Matteo Zennaro |
| Espasa individual Detalls | Pàvel Kolobkov                                                                     | Hughes Obry                                                                | Lee Sang-Ki                                                              |
| Espasa per equips Detalls | ItàliaAngelo Mazzoni · Paolo Milanoli · Maurizio Randazzo · Alfredo Rota           | FrançaJean-François di Martino · Robert Leroux · Hughes Obry · Eric Srecki | CubaNelson Loyola · Candido Alberto Maya · Carlos Pedroso · Ivan Trevejo |
| Sabre individual Detalls  | Mihai Claudiu Covaliu                                                              | Mathieu Gourdain                                                           | Wiradech Kothny                                                          |
| Sabre per equips Detalls  | RússiaSerguei Charikov · Alexey Dyachenko · Alexei Frossine · Stanislav Pozdniakov | FrançaMathieu Gourdain · Julien Pillet · Cedric Seguin · Damien Touya      | AlemanyaDennis Bauer · Wiradech Kothny · Eero Lehmann · Alexander Weber  |

### Categoria femenina
| Prova                     | Or                                                                                    | Argent                                                                            | Bronze                                                          |
| Floret individual Detalls | Valentina Vezzali                                                                     | Rita Koenig                                                                       | Giovanna Trillini                                               |
| Floret per equips Detalls | Itàlia Diana Bianchedi · Annamaria Giacometti · Giovanna Trillini · Valentina Vezzali | PolòniaSylwia Gruchała · Magdalena Mroczkiewicz · Anna Rybicka · Barbara Wolnicka | AlemanyaSabine Bau · Rita Koenig · Gesine Schiel · Monika Weber |
| Espasa individual Detalls | Timea Nagy                                                                            | Gianna Habluetzel                                                                 | Laura Flessel                                                   |
| Espasa per equips Detalls | RússiaKarina Aznavourian · Oxana Ermakova · Tatiana Logounova · Maria Mazina          | SuïssaGianna Habluetzel · Sophie Lamon · Diana Romagnoli · Tabea Steffen          | R.P. de la XinaLi Na · Liang Qin · Liu Yingqing · Yang Shaoqi   |

## Medaller
| Posició | País            | Or | Argent | Bronze | Total |
| 1       | Itàlia          | 3  | 0      | 2      | 5     |
| 2       | Rússia          | 3  | 0      | 1      | 4     |
| 3       | França          | 1  | 4      | 1      | 6     |
| 4       | Corea del Sud   | 1  | 0      | 1      | 2     |
| 5       | Hongria         | 1  | 0      | 0      | 1     |
| 5       | Romania         | 1  | 0      | 0      | 1     |
| 7       | Alemanya        | 0  | 2      | 3      | 5     |
| 8       | Suïssa          | 0  | 2      | 0      | 2     |
| 9       | R.P. de la Xina | 0  | 1      | 1      | 2     |
| 10      | Polònia         | 0  | 1      | 0      | 1     |
| 11      | Cuba            | 0  | 0      | 1      | 1     |